# Ucayalipithecus perdita
Ucayalipithecus perdita („ztracená opice z Ucayali“) je druh vyhynulého vyššího primáta z čeledi Parapithecidae, jediný druh rodu Ucayalipithecus. Vyskytoval se v Jižní Americe přibližně před 35 miliony let.

## Popis
Jediným zachovaným fosilním materiálem jsou čtyři stoličky, holotypem je druhá spodní stolička. Druh byl popsán roku 2020. Na základě zubů byla odhadnuta hmotnost živého primáta mezi 319 až 366 g.
Fosilní nálezy ucayalipitéka pocházejí z ložisek lokality Santa Rosa, která se rozkládá podél levého břehu řeky Juruá v peruánském departmentu Ucayali, zhruba 7,5 km jižně od peruánsko-brazilské státní hranice. Byly datovány do období svrchního eocénu až spodního oligocénu.

## Systematika a evoluční význam
Ucayalipiték je zástupcem jinak africké čeledi Parapithecidae (a nadčeledi Parapithecoidea). Jako sesterský taxon vůči němu vychází rod Qatrania. Objev ucayalipitéka pomáhá objasnit kolonizaci Jižní Ameriky primáty. V Americe dnes vyjma člověka žijí pouze primáti ze skupiny ploskonosí (Platyrrhini), přičemž není zcela jednoznačné, jakým způsobem Jižní Ameriku kolonizovali. Jako pravděpodobná se zdá varianta, že k osídlení došlo přes Atlantský oceán z Afriky, a to v dobách se sníženou hladinou oceánu – jako byl spodní oligocén – což mohlo značně zkrátit vzdálenost mezi kontinenty.
Objev ucayalipitéka nejen dokazuje možnost takové kolonizace, ale zároveň potvrzuje, že Jižní Ameriku kolonizovaly vyjma ploskonosých opic i jiné skupiny primátů. K transatlantické kolonizaci v případě ucayalipitéka došlo podle odhadů před asi 35,1 až 31,7 miliony lety, což dobře koreluje s odhady poklesu mořské hladiny (i přesto však byl Atlantik široký 1 500–2 000 km). Objev fosilií více než 4 000 km od nejvýchodnějšího bodu Jižní Ameriky zároveň naznačuje, že čeleď parapithecidů mohla být v Jižní Americe šířeji rozšířena a mohla konkurovat ploskonosým opicím.